# دينس لوكاش (تنس)
دينس لوكاش (بالمجرية: Lukács Dénes)‏ مواليد 25 فبراير 1987، هو لاعب كرة مضرب مجري يلعب باليد اليمنى ويحتل حالياً المرتبة رقم. 425 في تصنيف رابطة محترفي كرة المضرب. أعلى تصنيف له في الفردي كان المركز الـ 418 في سنة 2012. أعلى تصنيف له في الزوجي كان 1061.

## روابط خارجية
- دينس لوكاش على موقع رابطة محترفي التنس (الإنجليزية)
- دينس لوكاش على موقع الاتحاد الدولي لكرة المضرب (الإنجليزية)
- دينس لوكاش على موقع كأس ديفيز (الإنجليزية)
- دينس لوكاش على موقع خلاصة التنس.كوم (الإنجليزية)